# Славянско въстание (983)
Славянското въстание или Лютическо въстание от 983 г. е въстание на славянските вендски племена лютичи и ободрити, живеещи източно от река Лаба. То е израз на тяхното противопоставяне спрямо християнизацията и включването им в Кралство Германия под короната на Императора на Свещената Римска империя.

## Предпоставки
След експанзията на Хайнрих I Птицелов и сина му Ото I, приключили с победата над вендите при Рехница, на изток от германските земи е създадено владението Саксонска източна марка под феодалното управление на Геро Железни. След смъртта на последния през 965 това владение се разпада на по-малки части. За да подобри контрола над тези населявани предимно от славяни земи, Ото I основава епископиите Бранденбург, Магдебург и Хафелберг, от които да се проведе активна мисионерска кампания по разпространение на християнството сред полабските славяни.
След смъртта на „Апостола на славяните“ архиепископ Адалберт Магдебургски той е наследен от Гизелхер. Последният има императорската подкепа, но не и одобрението на собствената си енория, като лютичите дори опитват да го убият. Ото II е на военна кампания в Италия, от която така и не се завръща, оставяйки малолетния си наследник Ото III под опеката на консортите си Теофано Склирина и Аделхайд Бургундска. Този политически смут изглежда удобен за славянските князе и вождове и през лятото на 983 г. те въстават в Ретра.

## Ход на въстанието
В Саксонската източна марка лютичите прогонват църковните и политическите представители на централната власт. Епископските седалища в Бранденбург и Хавелберг са превзети, манастирът Калбе - ограбен. Според съвременника на събитията Титмар Мерзебургски към бунта на лютичите скоро се присъединяват ободритите от епископия Олденбург ин Холщайн, които през 983 г. дори нападат Хамбург. Набързо събраната саксонска войска успешно задържа славяните отвъд Елба, но последните необезпокоявани овладяват териториите източно от реката, включващи Северната (отнета от Дитрих фон Халденслебен) и Билунгската марки.
Лужица и сорбските марки Майсен, Мерзебург, Цайц не се включват във въстанието. За да подчинят отново територията след 985 г. имперските принцове в съюз с полските князе Мешко I, а по-късно и Болеслав I, предприемат няколко ежегодни, но безуспешни военни похода. През 1003 г. крал Хайнрих II сключва съюз с лютичите и от 1004 г. води войни вместо с тях с бившия му съюзник Херцогство Полша на Болеслав I. По този начин славянско-езическото управление на лютичите се запазва до XII век.

## Последствия
Славянското въстание почти напълно спиране на заселването на немци на изток за следващите 200 години. Едва след Кръстоносният поход против славяните Албрехт Мечката и Хайнрих Лъва възстановяват немският контрол на изток от Елба, създавайки маркграфство Бранденбург.